# Форман, Сэди
Сэди Формен (Форман, англ. Sadie Forman; 1929, Йоханнесбург, Трансвааль — 11 декабря 2014, Англия) — южноафриканская учительница, библиотекарь
, коммунистка и активистка движения против апартеида. Супруга Лайонела Формена.

## Биография
Сэди Крил родилась в Йоханнесбурге в семье еврейского иммигранта из Рокишкиса (Литва), писателя и поэта на идиш Буним-Иделя Крилла.
В 1952 году Сэди вышла замуж за Лайонел Формен, своего друга тоже из числа еврейских иммигрантов. У них было трое детей — Карл, Фрэнк и Сара, родившиеся до того, как Лайонел умер в 1959 году.
Сэди Формен и её муж Лайонел были активными членами Коммунистической партии ЮАР. Лайонел был задержан и обвинён в государственной измене в 1956 году. Причиной ранней (в возрасте 32 лет) смерти мужа, находившегося под судом, были осложнения после операции на сердце, проведенной Кристианом Барнардом. Как его жена, Сэди находилась под строгими ограничениями: в соответствии с запретительным приказом ей не разрешалось отходить далеко от дома, появляться на территории фабрик или школ и даже работать с другими людьми. Всё это время она зарабатывала на жизнь корректором.
В 1969 году она получила разрешение на выезд и покинула Южную Африку с тремя детьми. Работала учительницей в Лондоне. В 1996 году она вернулась жить в ЮАР, поселившись в Форт-Хейре, где она устроилась волонтёркой в библиотеке Университета Форт-Хейра, хранящей документы Африканского национального конгресса. В 2012 году университет признал её заслуги почетной докторской степенью.
Вместе с Андре Одендалем она редактировала собрание сочинений своего мужа, опубликованное в 1992 году. Она также написала биографию своего мужа — «Лайонел Формен: Жизнь слишком коротка» (Lionel Forman: A Life Too Short, 2008).
В 2007 году Сэди Формен переехала в Лондон, чтобы быть рядом с детьми. В Англии она и умерла в 2014 году в возрасте 85 лет.